# دومينيك روما
دومينيك روما (بالإنجليزية: Dominic Roma)‏ هو مدرب كرة قدم ولاعب كرة قدم بريطاني، ولد في 29 نوفمبر 1985 في شفيلد في المملكة المتحدة. لعب مع شيفيلد يونايتد ونادي بوسطن يونايتد ونادي تاموورث ونادي هاروجيت تاون.

## وصلات خارجية
- دومينيك روما على موقع قاعدة بيانات كرة القدم.إي يو (الإنجليزية)
- دومينيك روما على موقع Soccerbase.com (لاعب) (الإنجليزية)